# Porsche 928
Porsche 928 bylo sportovní kupé německé automobilky Porsche. Bylo vyráběno v letech 1978 až 1995. Od roku 1992 se objevil model 928 GTS a S4. V roce 1986 šlo o nejrychlejší sériově vyráběný automobil. Maximální rychlost byla 277 km/h. Celkem bylo vyrobeno 61 056 vozů, z toho 2831 v provedení GTS.

## Technická data
Motor - vidlicový osmiválec o objemu 5397 cm³, výkonu 257 kW a točivém momentu 500 Nm. Pohotovostní hmotnost je 1620 kg a užitečná 340 kg. Spotřeba okolo 16,5 litru na 100 km.

### Rozměry
- 4520 × 1890 × 1280 mm
- rozvor 2500 mm